# Pete Jolly
Pete Jolly, cuyo verdadero nombre era Peter A. Ceraglioli (New Haven, Connecticut, 5 de junio de 1932 - Pasadena, California, 6 de noviembre de 2004), fue un pianista, acordeonista y compositor estadounidense de jazz.

## Trayectoria
Aprendió acordeón a los tres años y, a los nueve ya tocaba el piano; su carrera profesional empezó a la temprana edad de doce años. En 1946 se trasladó con su familia a Phoenix y en 1952 marchó a Los Ángeles para trabajar con Georgie Auld. Rápidamente se integró en el estilo West Coast y graba junto a Shorty Rogers y Lennie Niehaus, realizando sus primeros discos como líder antes de 1956. 
Después tocó con los grupos de Art Pepper y Buddy DeFranco y formó su propio trío en 1964, con el bajista Chuck Berghofer y el batería Nick Martinis, con los que grabó varios álbumes y actuaría lo largo de treinta años en clubs de Los Ángeles. Tocó también en la banda de Terry Gibbs y en sesiones de grabación de Buddy Collette, Jack Sheldon y otros. A finales de los años 1960 experimentó con el jazz rock y grabó junto a Frank Zappa. Introducido en el mundo de las bandas sonoras, dedicó su tiempo durante la década de 1970 a componer gran número de ellas para series de televisión y largometrajes, aunque mantuvo su relación con la escena del jazz, tocando en clubs con su trío, con Gerry Mulligan o Shorty Rogers, sin realizar grabaciones como líder durante todos esos años, al menos hasta 1980.
Con un estilo basado en Bud Powell, era un pianista incisivo e intenso, en el que cohabitaban tendencias incluso contrapuestas.

## Grabaciones
- Jolly Jumps In, RCA Victor LPM 1105
- Duo, Trio, Quartet, RCA Victor LPM 1125
- When Lights are Low, RCA Victor LPM 1367
- Impossible, MetroJazz Records SE-1014
- Continental Jazz, Stereo Fidelity SFS-11000
- The Sensational Pete Jolly Gasses Everybody, Charlie Parker PLP-825S
- Little Bird, Ava AS-22
- Sweet September, Ava AS-39
- 5 O'Clock Shadows, MGM SE-4127
- Too Much, Baby, Columbia CS-9197
- Herb Alpert Presents Pete Jolly, A&M SP-4145
- Give a Damn, A&M SP-4184
- Seasons, A&M SP-3033
- Strike Up the Band, Atlas Records
- Pete Jolly Trio & Friends, VSOP 78
- Live in L.A.: Red Chimney and Sherry's Bar, VSOP 91
- Yours Truly, Bainbridge Records QCD-1007
- Gems, Holt Recordings HRCD-3303
- Yeah!, VSOP VSP 98
- Timeless, VSOP VSP 105
- Collaboration (con Jan Lundgren), Fresh Sounds FSRCD5038